# Dionysopithecus orientalis
Dionysopithecus orientalis es una especie extinta de primates catarrinos que se originó en el Mioceno. Su dieta era omnívora arbícola.